# 奧斯特雷角 (南極洲)
奧斯特雷角（英語：Ostryy Point）是南極洲的海岬，位於毛德皇后地的阿斯特里德公主海岸，處於列寧格勒灣入口處西面，在1959年由蘇聯探險隊繪入地圖，現時由南極條約體系管理。